# Nervus palatinus major

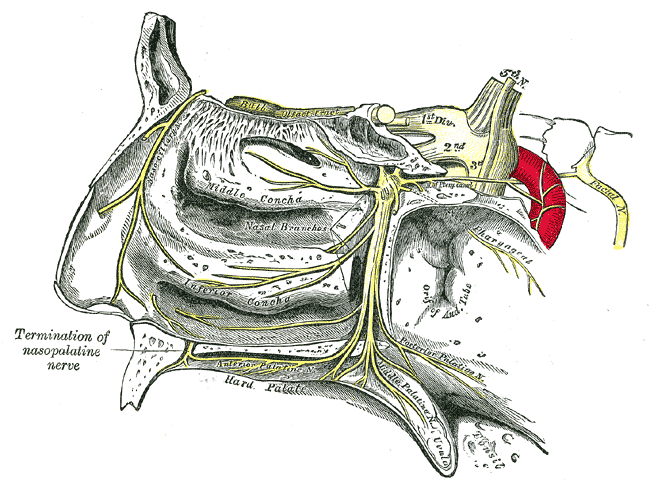
Äste des Ganglion pterygopalatinum

Der Nervus palatinus major (lat. für „großer Gaumennerv“) ist ein Nervenast aus dem Ganglion pterygopalatinum. Er zieht durch den großen Gaumenkanal (Canalis palatinus major) zwischen Gaumenbein und Oberkiefer und tritt am großen Gaumenloch (Foramen palatinum majus) in den harten Gaumen ein, um sich dort zu verzweigen.
Der Nervus palatinus major versorgt die hinteren (dorsalen) zwei Drittel des harten Gaumens und das Zahnfleisch der Oberkiefer-Seitenzähne sensibel. Am Hinterrand der unteren Nasenmuschel gibt er die Rami nasales posteriores inferiores sowie weitere feine Äste zur Versorgung von unterer Nasenmuschel, Nasenrachen, Choane und nasenseitiger Fläche des weichen Gaumens ab.
Der Nerv kann in der Zahnmedizin durch Leitungsanästhesie zur Schmerzausschaltung im Seitenzahnbereich betäubt werden.